# Tranvia River
La tranvia River (in inglese: River Line, IPA: [ˈrɪvər laɪn]) è la linea tranviaria interurbana che collega le città di Camden e Trenton, nello Stato del New Jersey, passando attraverso Bordentown, Florence, Burlington, Beverly, Delanco, Riverside, Cinnaminson, Riverton, Palmyra e Pennsauken.
Lunga 55 km e con 21 stazioni, è gestita dal Southern New Jersey Rail Group (SNJRG) per conto dell'agenzia New Jersey Transit. La tranvia venne aperta il 14 marzo 2004, sul percorso dalla linea Bordentown-Trenton della Camden & Amboy Railroad, chiusa nel 1963. Il nome River della linea deriva dal fatto che per gran parte del suo percorso corre parallela al fiume Delaware (in inglese Delaware River).

## Il servizio
La tranvia è attiva sette giorni su sette, con un servizio ridotto nei fine settimana. Le frequenze variano dai 15 minuti delle ore di punta dei giorni feriali ai 30 minuti delle ore di morbida dei giorni festivi.